# Unterstrahlbach
Unterstrahlbach ist ein Gemeindeteil der Kreisstadt Neustadt an der Aisch im Landkreis Neustadt an der Aisch-Bad Windsheim (Mittelfranken, Bayern). Unterstrahlbach liegt in der Gemarkung Neustadt an der Aisch.

## Geografie
Das Dorf liegt am Strahlbach, einem rechten Zufluss der Aisch. 0,75 km südwestlich des Ortes liegt der Häckerwald, 0,5 km nordöstlich der Gerichtswald, 0,5 km nördlich die Kreuzleiten. Eine Gemeindeverbindungsstraße führt nach Oberstrahlbach (0,5 km südöstlich) bzw. nach Neustadt zur Staatsstraße 2255 (1,6 km nordwestlich).

## Geschichte
Im Lehnbuch des Markgrafen Friedrich von 1421 wurde der Ort als „Strahlbach“ erwähnt. Wie das nahegelegene Waldsachsen könnte es sich ursprünglich um einen vom Königshof Riedfeld mit sächsischen Zwangssiedlern besetzten Ausbauhof gehandelt haben. Ober- und Unterstrahlbach wurden 1541 als „die Zway stroelpach“ erstmals unterschieden. 1491 gehörten die Orte zur Pfarrei Neustadt. Während Oberstrahlbach einem Geschlecht Wixensteiner zu Herrnneuses gehörte, gehörte Unterstrahlbach der Stadt Neustadt, die bis 1754 Lehensherr des Ortes war.
Das Gut Unterstrahlbach wurde 1754 an den Landeshauptmann von Neustadt, den Grafen Pückler († 1709), unter Preisgabe des Lehensrechtes Neustadts verkauft. Er erbaute eine Mühle, einen Schafhof und eine Schneidemühle. Die bestehende Ziegelhütte gewann unter der Familie Dehn in dem sich nun zum Weiler entwickelnden Ort an Bedeutung (diese wurde jedoch 1902 mit der Gerberei der Gebrüder Beer nach Neustadt verlegt). Am 12. Juni 1738 kaufte die Stadt das Gut von Pücklers Sohn und Erben zurück und Unterstrahlbach gehörte bald wieder zu Neustadt. Die vier Anwesen (ein Gütlein, eine Ziegelhütte, eine Schäferei, eine Mühle) hatten die Stadt Neustadt an der Aisch als Grundherrn. Unter der preußischen Verwaltung (1792–1806) des Fürstentums Bayreuth erhielt Unterstrahlbach die Hausnummern 354 bis 357 des Ortes Neustadt.
Von 1797 bis 1810 unterstand der Ort dem Justizamt Dachsbach und Kammeramt Neustadt. Im Rahmen des Gemeindeedikts wurde Unterstrahlbach dem 1811 gebildeten Steuerdistrikt Neustadt an der Aisch und der 1813 gegründeten Munizipalgemeinde Neustadt an der Aisch zugeordnet.
Um 1900 gewann die Eisenbahnverwaltung ihr benötigtes Wasser aus ihrer Quelle am Deiningerschlag bei Unterstrahlbach.

## Einwohnerentwicklung
| Jahr      | 001818 | 001840 | 001861 | 001871 | 001885 | 001900 | 001925 | 001950 | 001961 | 001970 | 001987 |
| Einwohner | 37     | 46     | 40     | 45     | 53     | 56     | 60     | 102    | 73     | 60     | 63     |
| Häuser    | 5      | 7      |        |        | 11     | 12     | 11     | 17     | 12     |        | 16     |
| Quelle    | [ 14 ] | [ 15 ] | [ 16 ] | [ 17 ] | [ 18 ] | [ 19 ] | [ 20 ] | [ 21 ] | [ 22 ] | [ 23 ] | [ 1 ]  |

## Religion
Der Ort ist seit der Reformation evangelisch-lutherisch geprägt und bis heute nach St. Johannes der Täufer (Neustadt an der Aisch) gepfarrt. Die Katholiken sind nach St. Johannis Enthauptung (Neustadt an der Aisch) gepfarrt.